# Seznam kolumbijskih filozofov
Seznam kolumbijskih filozofov.

## C
- Rafael Carrillo

## D
- Jorge Aurelio Diaz

## E
- Darío Echandía

## G
- Rafael Gutiérrez Girardot
- Fernando González

## M
- Rubén Sierra Mejía

## V
- Guillermo Hoyos Vasquez
- Danilo Cruz Vélez

## Z
- Estanislao Zuleta